# Montipora spumosa
Montipora spumosa är en korallart som först beskrevs av Jean-Baptiste Lamarck 1816.  Montipora spumosa ingår i släktet Montipora och familjen Acroporidae. IUCN kategoriserar arten globalt som livskraftig. Inga underarter finns listade i Catalogue of Life.